# Théâtre Globe - Silvano Toti
Le Gigi Proietti Globe Theatre est un théâtre de Rome, qui a été reconstruit fidèlement sur le modèle du Théâtre du Globe de Londres, théâtre le plus célèbre de la période élisabéthaine.

## Histoire
Le bâtiment a été construit en 2003, en trois mois, dans les jardins de la Villa Borghese, projet réalisé par la municipalité de Rome, grâce à un financement de la Fondation Silvano Toti, sur la base d'une idée initiale de Gigi Proietti.
Du Globe initial de Shakespeare existe une précédente reconstruction, réalisée à Londres en 1997 près du site où se dressait autrefois le théâtre original. Les reconstructions présentent quelques différences et aucun des deux ne peut être tenu pour être la copie conforme du théâtre original.

## Description
Le théâtre, de forme circulaire, en conformité avec la forme du théâtre d'origine construit à Londres en 1599 (et plus tard détruit à deux reprises), présente une scène couverte qui fait saillie dans la zone découverte des spectateurs. La scène est entourée par des loges en bois sur trois niveaux, et est entièrement faite en bois de chêne comme l'originale.
Le sol était réalisé en blocs de tuf, mis à sécher, donnant une impression de terre battue.

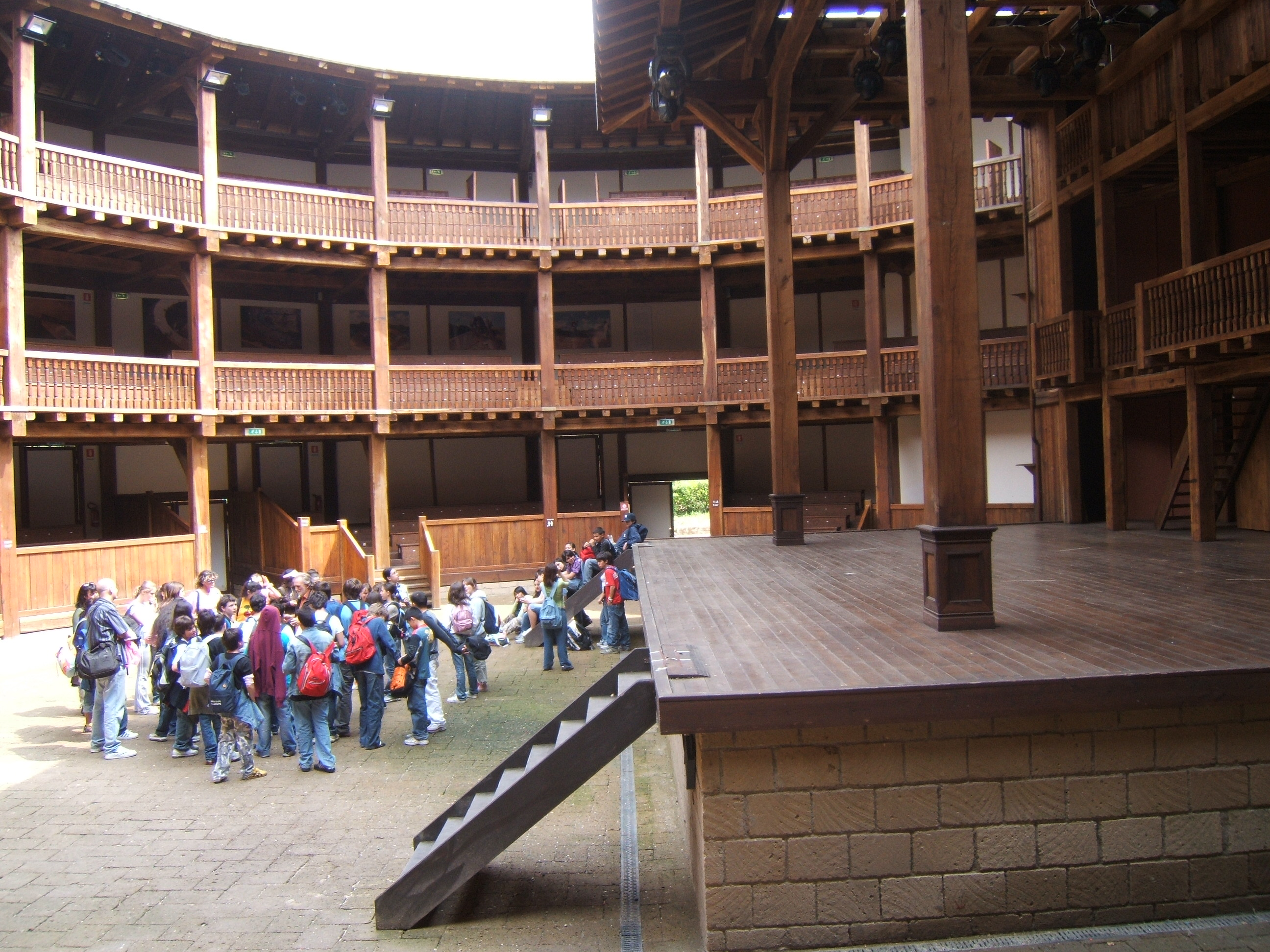
L'intérieur du Globe Teatro - Silvano Toti